# Биолуминисценција
Биолуминисценција је стварање и емитовање светлости од стране живих организама. Светлост која је настала у хемијској реакцији и позната је код неких алги, бактерија, гљива и животиња. Овај начин живота има своје предности и мане, јер својим светлом организми могу привући плен, а у исто време могу привући и предатора. Главни циљ биолуминисценције је камуфлажа, као и прилагођавање бентосних врста на њихов начин живота.

## Историја
Француски фармакологист Рафаел Дубуа почиње ран рад на биолуминисценцији.
Пре развитка безбедносних лампи за употребу у рудницима угља, сушене рибље коже су коришћене првенствено у Британији, а касније и по целој Европи као слаб извор светлости.

## Хемијски процеси
Једињење, које реемитује светлост, назива се луциферин, а ензим који катализује његову оксидацију је луцифераза, али то су општи називи који подразумевају различите молекуле код различитих организама. Луминисценција настаје биохемијском реакцијом, коју катализује ензим и она је под контролом ендогеног ритма који се индикује светлосним стимулисом, а одржава се дуже време под константим условима. Биолуминисценција настаје хемијским реакцијама у фотоцитама, специјалним ћелијама које се обично налазе у органима званим фотофоре (органи који производе светлост). Луциферин ослобађа енергију у виду хладне светлости која је, углавном, светлозелена, али неке животиње емитују зелену, жуту, а понекад и црвену светлост.
Код морске алге Gonyaulax polyedra, луциферин је један отворени ланац тетрапирола, који је везан за протеин. У топлим морима, таласање воде изазива луминисценцију популације алги, којих има у веома великом броју и то представља познати атрактивни призор ноћног светљења. На мртвим рибама и комадима меса каткада се населе светлеће бактерије које имају способност светљења. И светљење неких животиња потиче од бактерија које живе симбиотски у посебним животињским органима. Ипак, постоје и животиње које, уз помоћ посебних органа, имају способност стварања светлости. Ти органи могу бити:
- прости фотоцити који су распоређене по телу без реда (хидроза, Obelia),
- сложене фотофоре са сочивима и филтерима (рибе и лигње) и
- неке врсте (рибе-фењеруше, рибе-пецачице и неке лигње) које у специјалним органима гаје симбиотске, биолуминисцентне бактерије које производе светлост, а за узврат, од домаћина добијају хранљиве материје и безбедно место за живот.

Многе животиње користе светлост како би дошле у додир са јединкама исте врсте или како би привукле плен. Ова појава чешћа је код батипелагијских врста (врсте које живе у дубини мора) и светлост, углавном, стварају кожни органи - фотофоре. Постоје врсте код којих светлост не потиче од саме животиње, нпр. неке рибе могу да избаце светлеће облаке и тиме збуне нападача док се оне спасавају бегом.
Разликујемо три врсте примене светла и то код:
1. предатора (нпр. рибе- пецачице из рода Linophryne имају мамац који им је смештен на глави, осветљен помоћу бактерија и тиме оне привлаче плен до својих уста),
2. плена (нпр. неке рибе, као што су Gonostomatidae, имају органе код којих се, створена светлост, усмерава надоле стапајући се са светлошћу с неба и ти органи имају улогу да сакрију животињу од предатора) и
3. привлачења партнера (нпр. препознавање и слање сигнала који позивају потенцијалне партнере у функцији размножавања).

Обрасци емисије светлости, од стране неких живих организама, имају значај у таксономији. У свету има неколико хиљада родова свитаца, а могу се разликовати по учесталости, интензитету, боји и облику зрака светлости. Интензитет те светлости може бити дужи или краћи, стални или променљив.
Биолуминисценција код свитаца, који припадају фамилији Lampyridae, је једна од најпознатијих визуелних комуникација на копну. У жељи да лоцирају и привуку партнера, свака врста има свој образац и метод луминисценције. Мужјаци, у свом ноћном лету, емитују специјско специфични образац треперења чији су број и стопа трептаја, као и трајање сигнала кључни за препознавање партнера. Због кашњења и дужине одговора женке, мужјак неколико пута понавља свој сигнал у редовним интервалима све док не добије одговор од стране женке своје врсте. Након лоцирања партнерке, он наставља са треперењем и лети према сигналу који му шаље женка која се налази на биљкама или на камењу. Њен сигнал касни око 1 секунде и након „дијалога размене светлосних сигнала долази до парења.
У повољним условима, Dinophyta се намножи у великом броју, те вода на површини постаје црвена и та појава позната је под називом „црвена плима.
Код различитих организама, биолуминисценција има различите задатке и ефекте. У животном станишту бентосних организама, плен је тешко пронаћи. У случају да се плен појави, битно је да предатор што пре реагује и да га, уз помоћ биолуиминисценције, привуче. Код неких копнених организама, биолуминисценција има велики значај у оглашавању партнера који су у потрази потенцијалне партнерке, док се код неких врста ова појава јавља ради избегавања предатора.